# Agustín Acosta Bello
Agustín Acosta Bello   (Matanzas, 12 de novembre de 1886 - Miami, 12 de març de 1979) fou un dels més cèlebres escriptors cubans del segle xx. Va estudiar lleis, graduant-se amb el títol de Doctor en Lleis. Va exercir la professió a la seva ciutat natal mentre que va aconseguir també una vida política de triomfs després d'haver sofert presó per la seva oposició al govern del president Gerardo Machado. Sempre es va expressar i va actuar d'acord amb les seves conviccions polítiques i morals. A la caiguda de Machado va passar a ocupar la governació provisional de la província de Mantanzas (1933-1934) i va exercir la secretaria de la presidència durant el govern del president Carlos Mendieta. També va ser elegit senador de la República, i va servir com a tal de 1936 al 1944. Va ser president del partit Unión Nacionalista.
A partir de 1938 va ser membre de l'Acadèmia Nacional d'Arts i Lletres de Cuba, de la prestigiosa Acadèmia Cubana de la Llengua i va ser nomenat Poeta Nacional pel Congrés Cubà el 1955. Va col·laborar en diverses publicacions nacionals de reconeguda importància, tals com Letras, El Fígaro, El Cubano Libre, Orto, Social, Carteles, Diario de la Marina, Las Antillas, Ariel, Archipiélago i altres periòdics i revistes importants.
En l'obra d'Acosta s'inclouen alguns dels primers poemes lírics lliures del pessimisme que va dominar en la poesia cubana el principi de la república. Juntament amb Regino Boti i José Manuel Poveda és un dels representants del renaixement líric que va tenir lloc a les províncies abans de la dècada del 1920. El seu estil es destaca per la senzillesa dels postmodernistes amb accents, en certs poemes ben definits, del modernisme i romanticisme. Va ser precursor de la poesia social a Cuba. En moltes de les seves poesies va saber expressar el seu amor a la terra cubana. Alguns dels seus poemes han estat traduïts al francès.
Per raons familiars va abandonar l'illa amb la seva esposa el desembre de 1972 vivint a Miami fins a la seva mort el 1979.

## Obres
- 1915 Poemas de Ala (poemes).
- 1923 Hermanita (poemes).
- 1926 La zafra (poemes).
- 1936 Los camellos distantes (poemes).
- 1941 Las islas desoladas (poemes).
- 1941 Los últimos instantes (poemes).
- 1955 Agustín Acosta: sus mejores poesías, Editorial Bruguera, Barcelona.
- 1957 Jesús (poemes).
- 1959 En torno a la poesía de Manuel Gutiérrez Nájera (assaig), Instituto Municipal de Cultura de Marianao, La Habana, Cuba.
- 1963 Caminos de hierro (poemes), Editorial Ágora, La Habana, Cuba.
- 1965 El apóstol y su isla: poemas cubanos, (sense editorial), México, D.F., nercès a la col·laboració de la Academia Nacional de Ciencias de México i de la Asociación de Escritores y Artistas Americanos.
- 1978 Trigo de luna (poemes), Editorial Horizonte de América, Santo Domingo, República Dominicana.
- 1988 Poemas escogidos, selecció, pròleg i notes d' Alberto Rocasolano, Editorial Letras Cubanas, La Habana, Cuba.
- 2005 Última poesía, Ediciones Matanzas, Cuba